# Schutskooi
Een schutskooi is een opvangkooi voor losgebroken vee.

## Achtergrond
In vroeger tijden waren er vele boeren die hun percelen nogal provisorisch hadden omheind. Er bestond toen overigens geen prikkeldraad of ijzerdraad, dus enkel sloten, (doorn)heggen en houtwallen konden verhinderen dat het vee losbrak. Het gebeurde dus vaak dat vee uit de omheining brak en op de openbare weg belandde.
Het is hierom dat gemeenten vaak een omheinde kooi inrichtten waarin losgebroken, loslopend of verdwaald vee kon worden opgevangen. Dit geschiedde door de schutter, een van gemeentewege aangestelde functionaris. De wettige eigenaar van het betreffende dier had drie dagen tijd om het op te komen halen. Wel moest hij dan per dag schutsgeld betalen, een soort onkostenvergoeding en boete. Kwam de eigenaar niet opdagen, of weigerde hij te betalen, dan werd het dier verkocht.
Reeds in het begin van de 14e eeuw is sprake van schutskooien.

## Heden
Enkele schutskooien zijn nog bewaard gebleven en in het landschap te vinden. Voorbeelden zijn Berghem, Geffen, Schaijk, Nuland en Den Dungen.